# Moodle
Moodle (акронім від Modular Object-Oriented Dynamic Learning Environment — модульне об'єктно-орієнтоване динамічне навчальне середовище) — навчальна платформа, призначена для об'єднання педагогів, адміністраторів і учнів (студентів) в одну надійну, безпечну та інтегровану систему для створення персоналізованого навчального середовища.
Moodle — це безкоштовна, відкрита (Open Source) система управління навчанням. Вона реалізує філософію «педагогіки соціального конструктивізму» та орієнтована насамперед на організацію взаємодії між викладачем та учнями, хоча підходить і для організації традиційних дистанційних курсів, а також підтримки очного навчання.
Moodle перекладена на десятки мов, в тому числі й українською. Система використовувалась у 2014 році — у 197, у 2019 р —229 країнах світу, понад 90 тисяч офіційно зареєстрованих сайтів що працюють на Moodle.

## Історія
Головним розробником системи є Martin Dougiamas (Мартін Дугіа́мас) з Австралії. Цей проект є відкритим, відтак в ньому бере участь велика кількість інших розробників.
Moodle написана на PHP з використанням SQL-бази даних (MySQL, PostgreSQL чи Microsoft SQL Server). Moodle може працювати з об'єктами SCO та відповідає стандарту SCORM.
Фінансування проєкту відбувається загалом коштом мережі офіційних партнерів, які надають послуги встановлення, технічної підтримки, хостингу, консультування, інтеграції, доопрацювання та інші. Усі офіційні партнери сплачують членські внески та відсоток від продажу на користь Moodle Pty Ltd, якою керує Мартін Дугіа́мас. Більша частина найактивніших розробників ядра Moodle є співробітниками Moodle Pty Ltd. В Україні офіційним партнером Moodle є ТОВ «Техноматика».

## Функціональність
Moodle має широкий набір функціональності, притаманний платформам електронних систем навчання, системам управління курсами (CMS), системам управління навчанням (LMS) або віртуальним навчальним середовищам (VLE). Moodle надає можливість викладачам створювати ефективні сайти для онлайн-навчання. Moodle можна використовувати як в навчанні школярів, студентів, так і при підвищенні кваліфікації, бізнес-навчанні.
Типова функціональність Moodle включає:
- Здача завдань
- Дискусійні форуми
- Завантаження файлів
- Оцінювання
- Обмін повідомленнями
- Календар подій
- Новини та анонси подій (для різних рівнів: сайт, курс, навчальна група)
- Онлайн тестування
- Вікі

Розробники можуть створювати додаткові модулі з новою додатковою функціональністю. Moodle підтримує різні типи модулів:
- Типи діяльностей (включаючі можливі навчальні ігри)
- Типи ресурсів
- Типи тестових питань
- Типи полів для бази даних (мається на увазі діяльність база даних)
- Теми для оформлення
- Різні методи аутентифікації
- Різні методи зарахування на курс
- Фільтри для контенту

Використовуючи цю можливість розроблено багато сторонніх модулів.
Стандартно Moodle включає в себе бібліотеку TCPDF, яка дозволяє генерувати зі сторінок PDF документи.

### Можливості для студентів
У середовищі Moodle студенти отримують:
1) доступ до навчальних матеріалів (тексти лекцій, завдання до практичних/лабораторних та самостійних робіт; додаткові матеріали (книги, довідники, посібники, методичні розробки) та засобів для спілкування і тестування «24 на 7»;
2) засоби для групової роботи (Вікі, форум, чат, семінар, вебінар);
3) можливість перегляду результатів проходження дистанційного курсу студентом;
4) можливість перегляд результатів проходження тесту;
5) можливість спілкування з викладачем через особисті повідомлення, форум, чат;
6) можливість завантаження файлів з виконаними завданнями;
7) можливість використання нагадувань про події у курсі.

### Можливості для викладачів
Викладачам надається можливість:
1. використання інструментів для розробки авторських дистанційних курсів;
2. розміщення навчальних матеріалів (тексти лекцій, завдання до практичних/лабораторних та самостійних робіт; додаткові матеріали (книги, довідники, посібники, методичні розробки) у форматах .doc, .odt, .html, .pdf, а також відео, аудіо і презентаційні матеріали у різних форматах та через додаткові плагіни;
3. додавання різноманітних елементів курсу;
4. проведення швидкої модифікації навчальних матеріалів;
5. використання різних типів тестів [14]( формати що підтримуються: GIFT, Aiken, Moodle XLS);
6. автоматичного формування тестів;
7. автоматизації процесу перевірки знань, звітів щодо проходження студентами курсу та звітів щодо проходження студентами тестів;
8. додавання різноманітних плагінів до курсу дозволяє викладачу використовувати різноманітні сторонні програмні засоби для дистанційного навчання.

## Релізи
| Гілка                                                                                 | Дата релізу       | Версія  | Дата версії       | Модель підтримки                                                                                | Примітка до релізу                                 |
| ------------------------------------------------------------------------------------- | ----------------- | ------- | ----------------- | ----------------------------------------------------------------------------------------------- | -------------------------------------------------- |
| 1.0                                                                                   | 20 серпня 2002    | 1.0.9   | 30 травня 2003    | EOL                                                                                             |                                                    |
| 1.1                                                                                   | 29 серпня 2003    | 1.1.1   | 11 вересня 2003   | EOL                                                                                             |                                                    |
| 1.2                                                                                   | 20 березня 2004   | 1.2.1   | 25 березня 2004   | EOL                                                                                             |                                                    |
| 1.3                                                                                   | 25 травня 2004    | 1.3.5   | 9 вересня 2004    | EOL                                                                                             |                                                    |
| 1.4                                                                                   | 31 серпня 2004    | 1.4.5   | 7 травня 2005     | EOL                                                                                             |                                                    |
| 1.5                                                                                   | 5 червня 2005     | 1.5.4   | 21 травня 2006    | EOL                                                                                             | URL [Архівовано 8 липня 2014 у Wayback Machine.]   |
| 1.6                                                                                   | 20 травня 2006    | 1.6.9   | 28 січня 2009     | EOL                                                                                             | URL [Архівовано 26 червня 2014 у Wayback Machine.] |
| 1.7                                                                                   | 7 листопада 2006  | 1.7.7   | 28 січня 2009     | EOL                                                                                             | URL [Архівовано 26 червня 2014 у Wayback Machine.] |
| 1.8                                                                                   | 30 березня 2007   | 1.8.14  | 3 грудня 2010     | EOL                                                                                             | URL [Архівовано 26 червня 2014 у Wayback Machine.] |
| 1.9                                                                                   | 3 березня 2008    | 1.9.19  | 9 липня 2012      | EOL (Maintained from March 2008 to June 2012. Third-party extended support until December 2013) | URL [Архівовано 26 червня 2014 у Wayback Machine.] |
| 2.0                                                                                   | 24 листопада 2010 | 2.0.10  | 9 липня 2012      | EOL (Maintained from November 2010 to June 2012)                                                | URL [Архівовано 26 червня 2014 у Wayback Machine.] |
| 2.1                                                                                   | 1 червня 2011     | 2.1.10  | 14 січня 2013     | EOL (Maintained from June 2011 to December 2012)                                                | URL [Архівовано 26 червня 2014 у Wayback Machine.] |
| 2.2                                                                                   | 5 грудня 2011     | 2.2.11  | 8 липня 2013      | EOL (Maintained from December 2011 to June 2013)                                                | URL [Архівовано 20 липня 2014 у Wayback Machine.]  |
| 2.3                                                                                   | 25 червня 2012    | 2.3.10  | 11 листопада 2013 | EOL (Maintained from June 2012 to December 2013)                                                | URL [Архівовано 26 червня 2014 у Wayback Machine.] |
| 2.4                                                                                   | 3 грудня 2012     | 2.4.7   | 11 листопада 2013 | EOL (Maintained from December 2012 to June 2014)                                                | URL [Архівовано 4 серпня 2014 у Wayback Machine.]  |
| 2.5                                                                                   | 14 травня 2013    | 2.5.9   | 10 листопада 2014 | EOL (Maintained from May 2013 to November 2014)                                                 | URL [Архівовано 26 червня 2014 у Wayback Machine.] |
| 2.6                                                                                   | 18 листопада 2013 | 2.6.6   | 10 листопада 2014 | Active (Maintained from December 2013 to May 2015)                                              | URL [Архівовано 26 червня 2014 у Wayback Machine.] |
| 2.7                                                                                   | 12 травня 2014    | 2.7.3   | 10 листопада 2014 | Active (Maintained from May 2014 to May 2017)                                                   | URL [Архівовано 26 червня 2014 у Wayback Machine.] |
| 2.8                                                                                   | 10 листопада 2014 | 2.8.0   | 10 листопада 2014 | Active (Maintained from November 2014 to June 2016)                                             | URL [Архівовано 5 лютого 2015 у Wayback Machine.]  |
| 3.4                                                                                   | 13 листопада 2017 | 3.4     | 13 листопада 2017 | Active (Maintained from November 2017 to ???)                                                   | URL [Архівовано 1 грудня 2017 у Wayback Machine.]  |
| 3.5-3.6                                                                               |                   | 3.5-3.6 |                   |                                                                                                 |                                                    |
| 3.7                                                                                   | 20 травня 2019    | 3.7     | 20 травня 2019    | Active (Maintained from May 2019 to ???)                                                        | URL [Архівовано 7 червня 2019 у Wayback Machine.]  |
| 3.8                                                                                   | 18 листопада 2019 | 3.8     | 18 листопада 2019 | Active (Maintained from November 2019 to ???)                                                   | URL [Архівовано 25 травня 2020 у Wayback Machine.] |
| 3.11.7                                                                                | 9 травня 2022     | 3.11.7  | 9 травня 2022     | Active (Maintained from November 2022 to ???)                                                   | URL                                                |
| 4.0.1                                                                                 | 9 травня 2022     | 4.0.1   | 9 травня 2022     | Active (Maintained from November 2022 to ???)                                                   | URL                                                |
| Легенда:Стара версіяСтара версія, все ще підтримуєтьсяОстання версія 18 November 2019 |                   |         |                   |                                                                                                 |                                                    |